# Evangelický kostel (Liptovský Mikuláš)
Evangelický kostel v Liptovském Mikuláši je klasicistní evangelický kostel z konce 18. století, který se nachází v centru města Liptovský Mikuláš v tradičním regionu Liptov v Žilinském kraji na Slovensku.

## Historie
Kostel byl postaven na základě tolerančního patentu císaře Josefa II. Stavba byla zahájena 9. července 1783 a po více než dvou letech v létě 1785 byla stavba dokončena. 2. října téhož roku byl kostel vysvěcen. Na stavbě se podíleli obyvatelé třinácti liptovských obcí.
Trojlodní stavba obdélníkového půdorysu byla postavena v klasicistním slohu původně bez kostelní věže. Ta byla přistavěna o 100 let později v roce 1885 a dnes slouží jako hlavní vchod do kostela a nachází se na jižní straně budovy. Věž byla postavena v rámci rekonstrukce kostela po požáru, který kostel poškodil.
Oltář v interiéru kostela je pozdně barokní, kazatelna je zhotovena v klasicistním slohu, varhany v kostele jsou z roku 1892.